# Erzgebirgskrimi – Tödlicher Akkord
Tödlicher Akkord ist ein deutscher Fernsehfilm von Ulrich Zrenner aus dem Jahr 2020. Es handelt sich um die zweite Episode der ZDF-Kriminalfilmreihe Erzgebirgskrimi mit Kai Scheve als Robert Winkler und Lara Mandoki als Karina Szabo als Ermittlerduo in den Hauptrollen. Als Försterin ist, wie schon im ersten Film, wiederum Teresa Weißbach besetzt und als deren Vater Andreas Schmidt-Schaller. Adina Vetter gibt erneut die Pathologin und Adrian Topol den Spurensicherer. Die Haupt-Gastrollen sind diesmal mit Tim Bergmann, Katharina Lorenz, Esther Zimmering und Alexander Hörbe sowie Florian Panzner besetzt.
Das Presseportal des ZDF schrieb, es sei „ein Ziel der neuen Samstagabend-Reihe Geschichten zu erzählen, die das Erzgebirge nicht nur als attraktive Kulisse verwenden“ würden, „sondern die spezifisch im Erzgebirge angesiedelt“ seien. Im zweiten Film spiele „der beeindruckende Bergstreittag, der seit 1665 (!) jährlich am 22. Juli in Schneeberg“ stattfinde, „und die Nähe zu Tschechien eine wichtige Rolle“.

## Handlung

### Haupthandlung
Katja Hartmann, eine Landschaftsarchitektin, wird im Wald gefunden. Sie ist erschlagen worden. Kriminalhauptkommissar Robert Winkler und seine Kollegin Karina Szabo nehmen die Ermittlungen auf, die sich vorerst auf die Mitglieder der Bergmannskapelle Schneeberg konzentrieren. Katja war dort Hornistin. Auch die Försterin Saskia Bergelt ist Mitglied des Orchesters und bietet ihre Unterstützung an. Die Befragung einzelner Orchestermitglieder kristallisiert einige heraus, die in den Fokus der Ermittlungen geraten. Da wäre einmal Heidi Köhler, die ebenfalls Tenorhorn spielt und Katja übelnahm, dass ihr ehemaliger Freund Thomas Majewski sich Katja zugewandt hatte. Katja hatte dem Tubaspieler inzwischen allerdings den Laufpass gegeben. Majewski ist für seinen Jähzorn bekannt. Aber auch der die große Pauke spielende Großbauer Manfred Schüppel geriet immer wieder mit Katja Hartmann aneinander, einer Öko- und Tierschutz-Aktivistin, von der er sich in seiner Existenz bedroht fühlte. Eine Verbindung gibt es auch zu dem Ehepaar Constance und Peter Wiese, die aus einem Musikinstrumenten-Betrieb ein international erfolgreiches Unternehmen aufgebaut haben. Auch sie sind Mitglieder der Bergmannskapelle, in der sie Posaune und Trompete spielen.
Ein auf Klaus Hartmann, Katjas Bruder, verübter Anschlag gibt zusätzliche Rätsel auf. Dem Landwirt Schüppel hingegen kann nachgewiesen werden, dass er es mit der Wahrheit nicht so genau nimmt. Er hat Katja – entgegen seiner Angaben – am Tage ihres Todes zuletzt gesehen und nicht circa eine Woche zuvor. Er meint, sie habe mal wieder auf seinem Hof herumgeschnüffelt und er habe sie des Hofes verwiesen. Schüppels Bruder bestätigt allerdings dessen Alibi. Widersprüchliches ergibt sich auch in Bezug auf Heidi Köhler, sie bestätigt Majewskis Alibi nicht, der angegeben hatte, bei ihr gewesen zu sein. Majewski gibt daraufhin zu, sich mit Schüppel wegen eines Gutachtens getroffen zu haben. Alle Ställe würden regelmäßig auf die Belastung mit Radon-Strahlung hin überprüft. Die Belastung auf Schüppels Hof habe das Siebenfache des Grenzwertes betragen. Katja habe den Landwirt am Nachmittag mit den Fakten konfrontiert, mit denen sie auch an die Öffentlichkeit gewollt habe. Es existiere ein manipuliertes Gutachten aus der Vergangenheit, das er Katja überlassen habe. Nun kommt auch heraus, dass Majewski Klaus Hartmann in dessen Haus niedergeschlagen hat. Dieser hatte ihn wegen seiner Manipulation bedroht. Er habe sich nur das Gutachten zurückholen und in Sicherheit bringen wollen, versichert Majewski.
Als eine Orchesterprobe auf dem Programm steht, kommt Majewski auf Winkler zu und versichert ihm, dass er ganz wichtige Informationen für ihn habe, drückt bedeutungsvoll seine Tasche an sich und meint, er gebe sie ihm nach der Probe. Das Orchester stimmt das Steigerlied an, kaum hat Majewski seine Tuba an den Mund geführt, fängt er schrecklich an zu husten und bricht dann nach Luft ringend zusammen. Er kann noch stammeln: „Meine Tasche, meine Tasche“, bevor er tot ist. Die Pathologin Charlotte von Sellin erläutert, dass Majewski an einem anaphylaktischen Schock mit anschließendem Kreislaufkollaps und daraus resultierendem multiplen Organversagen gestorben sei. Majewski habe an einer extremen Sellerieüberempfindlichkeit gelitten, die zu dieser starken Reaktion geführt habe. Jemand, der von Majewskis Allergie gewusst hat, muss die Tuba beziehungsweise das Mundstück vorsätzlich mit Selleriepulver kontaminiert haben. Es scheint, als sei in der Tasche, nach der Majewski gefragt hatte, ein Notfallset gewesen. Davon muss jemand gewusst haben und hat die später unauffindbare Tasche verschwinden lassen.
Karina Szabo hat inzwischen von Klaus Hartmann erfahren, dass Katja die Gärtnerei, die ihnen hälftig gehört habe, verkaufen wollte und auch schon einen Interessenten gehabt habe. Natürlich sei er dagegen gewesen. Er habe aber ein Alibi, er sei an jenem Abend bei seinem Steuerberater gewesen, um durchzurechnen, ob er mit seiner Hälfte den Betrieb hätte fortführen können. Seine Angaben sind wahr. Aber auch das Ehepaar Wiese hat Informationen zurückgehalten, beispielsweise hat man verschwiegen, dass beide mehr als nur einmal mit Katja im tschechischen Karlsbad waren. Auch auf Nachfragen reagiert das Paar verhalten. Angeblich habe Katja dort eine Schönheits-OP machen lassen. Da Winkler und Szabo das aufgrund der Angaben von Charlotte von Sellin bezweifeln und es genau wissen wollen, folgen sie Peter Wiese, der, durch ihre Andeutungen aufgescheucht, nach Karlsbad fährt. Er trifft sich dort mit einem Dr. Steffens. Während Winkler sich an dessen Fersen heftet, soll Szabo Wiese beschatten.
Es stellt sich heraus, dass Katja Hartmann Constance Wiese eine Eizelle gespendet hat, da sie selbst keine Kinder bekommen konnte. Die mit dem Samen von Peter Wiese befruchtete Eizelle wurde Constance dann eingesetzt. Die kleine Mia hat somit quasi zwei Mütter, eine rechtliche und eine biologische. Wer das Kind zur Welt bringt, hat allerdings alle Rechte und Pflichten, erläutert Charlotte von Sellin.
Als Katjas verschwundenes Handy plötzlich wieder eingeschaltet wird, gelingt es Winkler durch einen Trick herauszufinden, wer in dessen Besitz ist – es ist Peter Wiese. Nach einer Verfolgungsjagd fasst Winkler ihn. Wiese meint, das Handy müsse ihm jemand zugesteckt haben, darum sei er in Panik davongelaufen. Wiese gibt zu, sich an jenem Abend mit Katja getroffen zu haben, sie hätten Gefühle füreinander entwickelt und eine gemeinsame Zukunft mit Mia geplant. Wiese kann kaum glauben, was Winkler ihm wenig später erzählt und dann vor Augen führt. Seine eigene Frau will ihm einen Mord in die Schuhe schieben, den sie begangen hat. Nicht wegen der Affäre habe sie so gehandelt, meint Constance Wiese, aber niemand werde ihr ihre Tochter wegnehmen. Während sie abgeführt wird, kämpft Peter Wiese mit den Tränen.

### Nebenhandlung
Beiläufig wird im Film erwähnt, dass der im ersten Fall tätige, von Stephan Luca gespielte Kriminalhauptkommissar Ralf Adam sich im Erzgebirge nicht wohl gefühlt habe und zurück nach Berlin gegangen sei. Wie schon bei dem von Luca gespielten Adam angedeutet, hat auch der neue von Kai Scheve verkörperte Kommissar Winkler mit einem Problem aus seiner Vergangenheit zu kämpfen. Er verließ seine Heimat, das Erzgebirge, nachdem seine damalige Freundin bei einem Autounfall, bei dem beide alkoholisiert waren, ums Leben kam. Gegenüber Saskia Bergelt deutet Winkler an, dass damals niemand die Wahrheit habe wissen wollen, ihrer Nachfrage entzieht er sich. Später überreicht er ihr einen alten Zeitungsausschnitt, aus dem hervorgeht, dass ein schwarzer BMW das Auto geschnitten und ihm die Vorfahrt genommen hatte. Der Halter sei nie ermittelt worden.

## Produktion

### Dreharbeiten, Produktionsnotizen

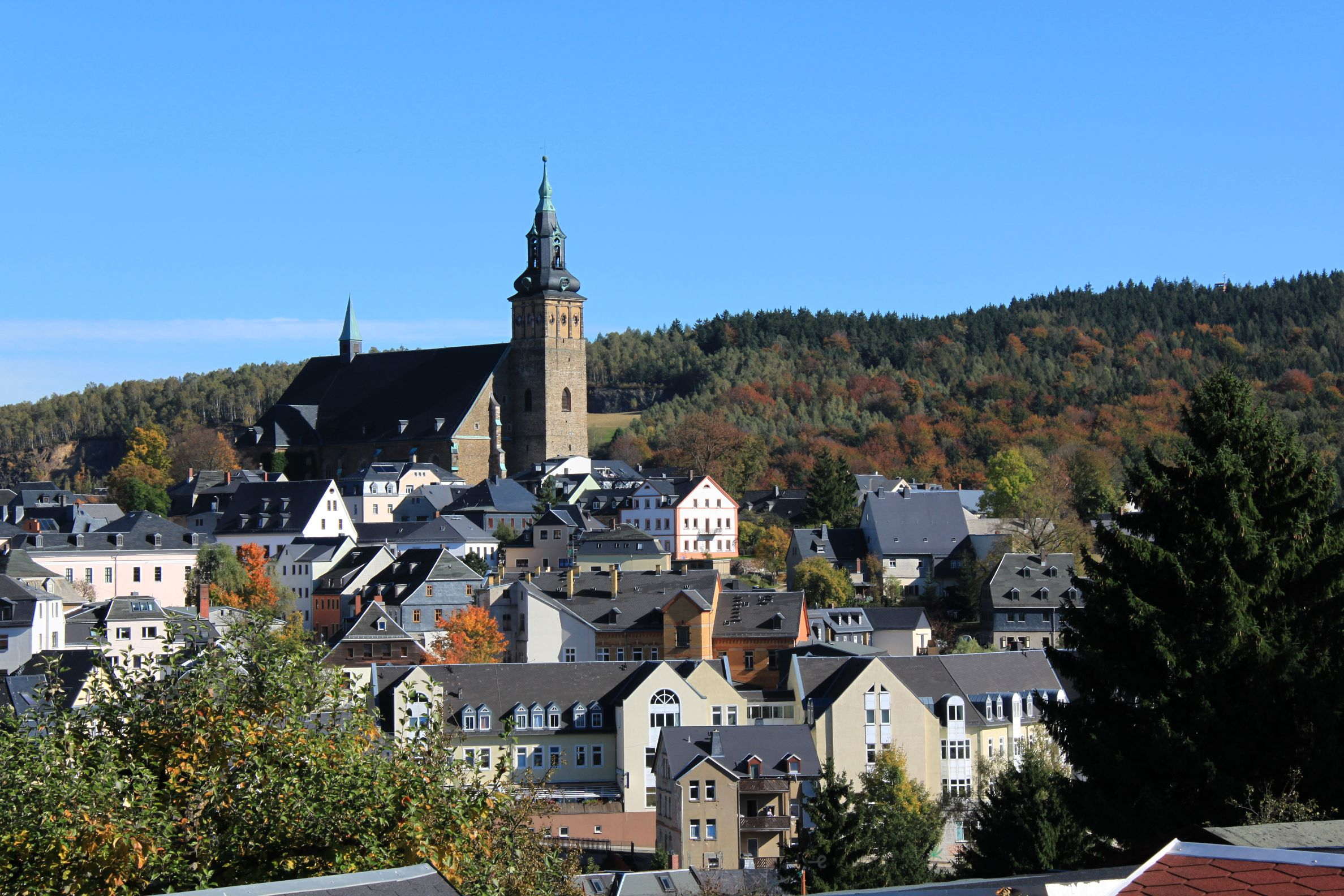
Schneeberg im Erzgebirge, einer der Drehorte

Der Film wurde vom 16. Juli bis 16. August 2019 in Schneeberg, der weiteren erzgebirgischen Umgebung sowie im tschechischen Karlsbad gedreht. Pit Rampelt betreute den Film als Redakteur fürs ZDF.
Im Soundtrack des Films erklingen die Songs: Electric von Madrugada, Country Boy von Johnny Cash, Howling at Nothing von Nathaniel Rateliff & the Night Sweats.

### Hintergrund
Auf der Seite des ZDF führte dessen Redakteur Pit Rampelt aus: „Für die angestrebte Authentizität stehen vor allem auch zwei Protagonisten des zweiten Films: Teresa Weißbach (Försterin Saskia Bergelt) und Kai Scheve (Kommissar Robert Winkler) sind beide im Erzgebirge geboren. Teresa Weißbach trägt darüber hinaus sogar offiziell den Titel einer Botschafterin des Erzgebirges. Mit Kai Scheve konnte ein seit vielen Jahren im Fernsehen positiv auffälliger Schauspieler gewonnen werden, der zwar schon in vielen Krimis mit-, aber noch nie einen Kommissar gespielt hat.“ Zu Lara Mandoki wurde ausgeführt, sie könne „ihre ungarischen Wurzeln“ in ihre Rolle einbringen und die Burgschauspielerin Adina Vetter spiele als Charlotte von Sellin eine adlige Gerichtsmedizinerin.
Kai Scheve wurde gefragt, wie die Region ihn geprägt habe und was an seiner Heimat er möge und ob ihm einige Drehorte vertraut gewesen seien. Er antwortete, er sei im Krankenhaus in Erlabrunn geboren worden, einem „heute noch beeindruckenden Gebäude“. Da seine Eltern mit ihm schon als Kleinkind nach Leipzig gezogen seien, sei seine Bindung ans Erzgebirge daher eher frühkindlich. Die Forsthausszenen beispielsweise seien in Erlabrunn gedreht worden. Die Basis des Filmteams sei in Bad Schlema gewesen. Die Geschichte des Bergstreittages in Schneeberg, die im Film vorkommt, sei ihm nicht bekannt gewesen. 1498 hätten die Knappschaft und die Bergleute gestreikt, da man ihnen einen Silbergroschen pro Woche weniger Lohn habe zahlen wollen. Die Bergleute hätten sich durchgesetzt, das werde in Schneeberg bis heute gefeiert.
Teresa Weißbach antwortete auf die Frage, was das Erzgebirge ausmache, dieser Flecken Erde sei „an Liebreiz kaum zu übertreffen“. So weit das Auge reiche: „Natur, Berge, Wälder, Flüsse, Seen“. Im wahren Leben spiele sie kein Instrument, zur Vorbereitung auf ihre Rolle sei sie jedoch zum Hornunterricht gegangen. Beim Unterricht sei entscheidend gewesen, es so aussehen zu lassen, als könne sie das Waldhorn routiniert und fehlerfrei spielen.
Auf die an Lara Mandoki gerichtete Frage, wie viel von ihr selbst in Karina Szabo stecke, meinte sie, in jeder Rolle, die sie spiele, stecke natürlich auch immer ein bisschen Lara, aber tatsächlich habe sie das Gefühl, dass in dieser Rolle wohl am meisten von ihr stecke. Mandoki meinte, die Filme zeigten Seiten des Erzgebirges, „die sehr viele in Deutschland vielleicht gar nicht kennen und erwarten“ würden.

## Rezeption

### Veröffentlichung, Einschaltquote
Der Film wurde am 27. Februar 2020 als Premiere in der Sächsischen Landesvertretung in Berlin vorgeführt, bevor er am 7. März 2020 erstmals im ZDF zu sehen war (einen Tag zuvor bereits in der Mediathek des Senders abrufbar). Bei seiner Erstausstrahlung konnte der Film 7,13 Millionen Zuschauer verzeichnen, was einem Marktanteil von 24 Prozent entsprach.

### Kritik
Tilmann P. Gangloff bewertete den Film auf der Seite tittelbach.tv und gab ihm 2,5 von 6 möglichen Sternen. Der erste ‚Erzgebirgskrimi‘ sei „ein sehenswerter Regionalkrimi mit guter Geschichte und interessantem Ensemble“ gewesen, der zweite sei „mindestens eine Klasse schlechter“, schrieb der Kritiker und führte weiter aus: „Das liegt zwar auch an der Handlung, die letztlich nicht mehr als ein Sammelsurium sattsam bekannter Krimiklischees ist, aber vor allem an der Inszenierung: weil die Regie die beiden Hauptdarsteller immer wieder schlecht aussehen lässt. Angesichts der Häufung vielsagender Blicke, die sich Kai Scheve und Lara Mandoki bei Befragungen zuwerfen müssen, lässt sich ‚Tödlicher Akkord‘ […] irgendwann nicht mehr ernst nehmen. Endgültig fast zur Farce wird der Film, wenn das Ermittlerduo ständig das Offensichtliche aussprechen muss. Zu allem Überfluss hat Kai Scheve nicht das Format von Vorgänger Stephan Luca.“ Regisseur Zrenner habe „gerade die Dialogszenen zuweilen auf dem Niveau einer Kinderkrimiserie inszeniert“. Gangloff monierte auch den Schnitt und meinte, Scheve betone „Fragen oft falsch, sodass sie nicht spontan, sondern auswendig gelernt klingen“ würden.
In der Frankfurter Rundschau setzte sich Harald Keller mit dem Film auseinander und meinte, anders als Gangloff, der zweite Film knüpfe „mit originellem Personal und regionalen Inhalten an die Stärken der Auftaktfolge an“. Weiter führte er aus: „Landschaftliche und kulturelle Besonderheiten liefern nicht nur das Dekor, sondern bestimmen die Erzählung. Zeitlich bewegt sich die aktuelle Handlung rund um den alljährlich im Juli begangenen Bergstreittag, der daran erinnert, wie im 15. Jahrhundert tapfere Bergleute durch solidarisches Handeln eine Lohnreduzierung abschmetterten.“ Mit der blaublütigen Rechtsmedizinerin Dr. Charlotte von Sellin, die mehr Wert auf die Adelspräposition lege als auf ihren Doktortitel sei den Autoren „eine besonders farbige Figur gelungen“. Neben „idyllischen Waldstrecken und Schneebergs Barockarchitektur“ fänden sich „weitere attraktive Kulissen im tschechischen Karlsbad […] aus dessen fotogenem Stadtbild Regisseur Ulrich Zrenner optischen Gewinn zu ziehen“ wisse, „ohne gleich in ausschweifende Schwelgereien zu verfallen“.
Das Hamburger Abendblatt lobte: „Wenngleich [… einige] Sprünge in der Handlung entstanden sind, machen die kurzweiligen 89 Minuten auch dank zwischenmenschlicher Feinheiten neugierig auf die Fortsetzung.“
TV Spielfilm zeigte mit dem Daumen nach oben, staunte über den schnellen Wechsel und führte aus: „Zweiter Heimatkrimi vor attraktiver Kulisse und schon mit einem neuen Ermittler: Kai Scheve […] folgt auf Stephan Luca. Leo P. Ard und Rainer Jahreis erzählen den Fall als klassischen Whodunit-Krimi, wendungsreich, vieltönig und streuen zur Auflockerung ein wenig Erzgebirgstradition ein.“
Julian Miller von Quotenmeter.de hingegen verriss den Film total und leitete seine Kritik mit den Worten ein: „Ein öffentlich-rechtlicher Krimi wie eine Parodie bei ‚Switch Reloaded‘: Wo Heimat Bummsfallera heißt und die Tuba zum patenten Mordwerkzeug wird.“ Man müsse „seinen Blick oft sehr genau auf das Logo in der linken oberen Bildschirmecke richten, um sich zu vergewissern, dass man tatsächlich beim ernst gemeinten ZDF-Krimi gelandet“ sei und „nicht bei einer belämmerten ‚Switch-Reloaded‘-Parodie, in der die berechneten bis sonderbaren Stereotypen dieser Samstagabend-Spielart ins hemmungslos Satirische überdreht“ worden seien. „Destillier[e] man die Quintessenz des Stoffes in einen einzigen Satz“, werde „der Unterschied nicht deutlicher“. Der neue ‚Erzgebirgskrimi‘ meine, „dem Zuschauer ständig seinen Spielort erklären zu müssen, als handele es sich bei ihm nicht um einen Teil Deutschlands, sondern um ein fernes, seltsames Land, mit für unser Publikum allerhand unverständlichen Bräuchen und gänzlich unbekannten geografischen Gegebenheiten“.